# Xanthoprepes
Xanthoprepes är ett släkte av fjärilar. Xanthoprepes ingår i familjen mätare.
Kladogram enligt Catalogue of Life:
| Xanthoprepes | \| \| Xanthoprepes flavinigra \| \| \| \| \| \| Xanthoprepes marginata \| \| \| \| |
|              | \| \| Xanthoprepes flavinigra \| \| \| \| \| \| Xanthoprepes marginata \| \| \| \| |
|              | Xanthoprepes flavinigra                                                            |
|              |                                                                                    |
|              | Xanthoprepes marginata                                                             |
|              |                                                                                    |